# Phyllis Brooks
Phyllis Brooks (Phyllis Steiller) est une actrice américaine, née le 18 juillet 1915 à Boise (Idaho) et morte le 1er août 1995 à Cape Neddick (Maine).

## Biographie
Elle arrête sa carrière après 1945, à la suite de son mariage avec Torbert MacDonald. Celui-ci a été représentant pour le Massachusetts de 1955 à 1976.

## Filmographie partielle
- 1934 : Strange Wives de Richard Thorpe
- 1934 : The Man Who Reclaimed His Head d'Edward Ludwig
- 1935 : Another Face de Christy Cabanne
- 1937 : L'Incendie de Chicago (In Old Chicago) de Henry King
- 1937 : Brelan d'as (You Can't Have Everything) de Norman Taurog
- 1937 : Sur l'avenue (On the Avenue) de Roy Del Ruth
- 1938 : Sur la pente (City Girl) de Alfred L. Werker
- 1938 : Walking Down Broadway de Norman Foster
- 1938 : Mam'zelle vedette (Rebecca of Sunnybrook Farm) d'Allan Dwan
- 1938 : Hôtel à vendre (Little Miss Broadway) d'Irving Cummings
- 1938 : Charlie Chan à Honolulu (Charlie Chan in Reno) de Norman Foster
- 1939 : Charlie Chan à Reno (Charlie Chan in Reno) de Norman Foster
- 1940 : Le Poignard mystérieux (Slightly Honorable) de Tay Garnett
- 1940 : The Flying Squad de Herbert Brenon
- 1941 : Shanghaï (The Shanghai Gesture) de Josef von Sternberg
- 1943 : Silver Spurs (en) de Joseph Kane
- 1944 : Les Nuits ensorcelées (Lady in the dark) de Mitchell Leisen
- 1945 : L'Invisible Meurtrier (The Unseen) de Lewis Allen